# Avenida Emilio Olmos
La Avenida Emilio Olmos, es una importante arteria del Centro de la ciudad de Córdoba, Argentina. Con seis carriles, es una de las más anchas y transitadas avenidas de la ciudad.
La avenida lleva el nombre en honor al político argentino, intendente de la Ciudad de Córdoba y gobernador de la provincia homónima, Emilio Olmos. 
Tiene una longitud de 600 metros y corre en sentido oeste - este. Su origen (0) se encuentra sobre la intersección con la peatonal San Martín, justo sobre la Cripta Jesuítica, y la punta final (600) en el Puente Olmos sobre el río Suquía para convertirse en la Avenida 24 de Septiembre.

## Transporte público en la Avenida
En esta avenida circulan muchas líneas de colectivos. Entre ellas se encuentran:
| Corredor | Líneas                            |
| -------- | --------------------------------- |
|          | - R - R1 - R8 - R11 - R12         |
|          | - V1 - V2                         |
|          | - Trole B - Trole C               |
|          | - D2 - D3                         |
|          | - C - C1 - C2 - C3 - C4 - C5 - C6 |
|          | - A - A5 - A7 - A8                |
|          | - E - E2 - E3 - E4 - E7           |
|          | - T                               |